# لیتل ریور (کارولینای جنوبی)
لیتل ریور(به انگلیسی: Little River) شهری در ایالت کارولینای جنوبی کشور ایالات متحده آمریکا است که جمعیت آن در سرشماری سال ۲۰۱۰ میلادی، ۸٬۹۶۰ نفر بوده‌است.